# 사이먼 조
사이먼 조(Simon Cho, 1991년 10월 7일~)는 대한민국 출신의 미국 쇼트트랙 선수이다. 한국 이름은
조성문이다. 서울에서 태어났으며, 서울에서 스케이트를 처음 타다가 어린 시절 부모를 따라 미국으로 이민갔다.그의 가족은 처음에 미국으로 밀입국하여 어렵게 살다가 2001년 영주권을 얻었고, 2004년 미국 국적을 취득했다. 2006년 미국 주니어 대표 선수로 뽑혔고, 2009년 미국 국가 대표로 선발되어 2010년 밴쿠버에서 열리는 동계 올림픽에 참가하여, 500m와 5000m 계주에 출전했으며, 계주에서 동메달을 획득했다.